# Wellstedia socotrana
Wellstedia socotrana é uma espécie de planta da família Boraginaceae.